# Mondongo de chivo
El mondongo de chivo o Mute de chivo un plato típico del estado Lara (Venezuela). Se trata de una sopa, hervido o también conocido como sancocho, de textura espesa y muy sazonado. 
La gastronomía de Lara es muy variada porque reúne en su mayoría todos los platos nacionales. La sazón es propia y sin igual. 
Como son platos muy tradicionales, en cualquier lugar del estado Lara se podrá degustar de cada platillo y sazón único que presentan los larenses en cada plato, sobre todo en los tradicionales como el mondongo de chivo.
Dicho plato contiene carne, panza, patas y cabeza de chivo (ganado caprino) siendo su contenido principal, aunque también suele combinarse con carne de res, cordero y cerdo, y maíz blanco, por lo que el proceso de cocción es de hasta 9 horas.
Una vez que se ha cocido la carne con el maíz, se agregan diferentes vegetales sofritas con aceite onotado (con semillas de onoto o achiote, árbol que se usó desde tiempos prehispánicos para dar color rojizo a los alimentos, para pintar madera y como cosmético).
Este plato es muy popular en los estados de Lara y Falcón (noroccidente de Venezuela) aunque desconocido en otras partes del mismo país. 
Es un plato emblemático,  en  ciudades y pueblos como Pavia, Barquisimeto (Municipio Iribarren) , Carora (Municipio Torres), El Tocuyo (Municipio Morán) y Cabudare(Municipio Palavecino),  donde se realiza mayormente en restaurantes y kioskos de comidas, donde la cría de chivo (ganado caprino) es más común.
Aun así se puede encontrar en restaurantes de comidas criollas, mostrando una mezcla de sabores unidos en un mismo plato y en forma de sopa.
La historia del Mondongo, Mute o Sancocho, data de la época de la colonia. Se hace tradicionalmente con la panza de la vaca, lo que se conoce en otros países como “callos”; este mondongo criollo venezolano se elabora de diferentes maneras.

## Ingredientes
- 1 cabeza y espinazo de chivo.
- ¾ kg de asaduras de chivo (hígado, riñones, corazón, etc)
- ¼ kg de maíz pilado (ya pre cocido)
- 1 kg de papas.
- 1 ajo porro troceado.
- compuesto de hierbas picados burdo.
- 1 cucharada de alcaparras.
- ½ kg de tomates, sin piel ni semillas picaditos.[2]